# Auricularia mesenterica
Auricularia mesenterica (James Dickson, 1785 ex Christian Hendrik Persoon, 1822) din încrengătura Basidiomycota în familia Auriculariaceae și de genul Auricularia, denumită în popor drelă sau drea(h)lă în forma plurală drele, este o ciupercă comestibilă (dar numai în tinerețe) care se dezvoltă în România, Basarabia și Bucovina de Nord în primul rând prin zăvoaie, câmpii inundabile și păduri de defileu, pe lemn de frasin, plop și ulm, de asemenea, la altitudini mai mari, pe cel de fagi. Deseori se regăsește chiar și în parcuri sau plantații de plopi, crescând acolo și pe lemn de nuc. Buretele se hrănește ori saprofitic, consumând lemn deja mort, ori parazitar, atacând copaci vii bătrâni sau slăbiți, provocând un putregai alb al lemnului ușor, nedăunător. Specia crește, la destulă umezeală, de la câmpie la munte pe tot timpul anului, fiind  una dintre puținele ciuperci care rezistă la condiții de temperatură negativă.

## Descriere

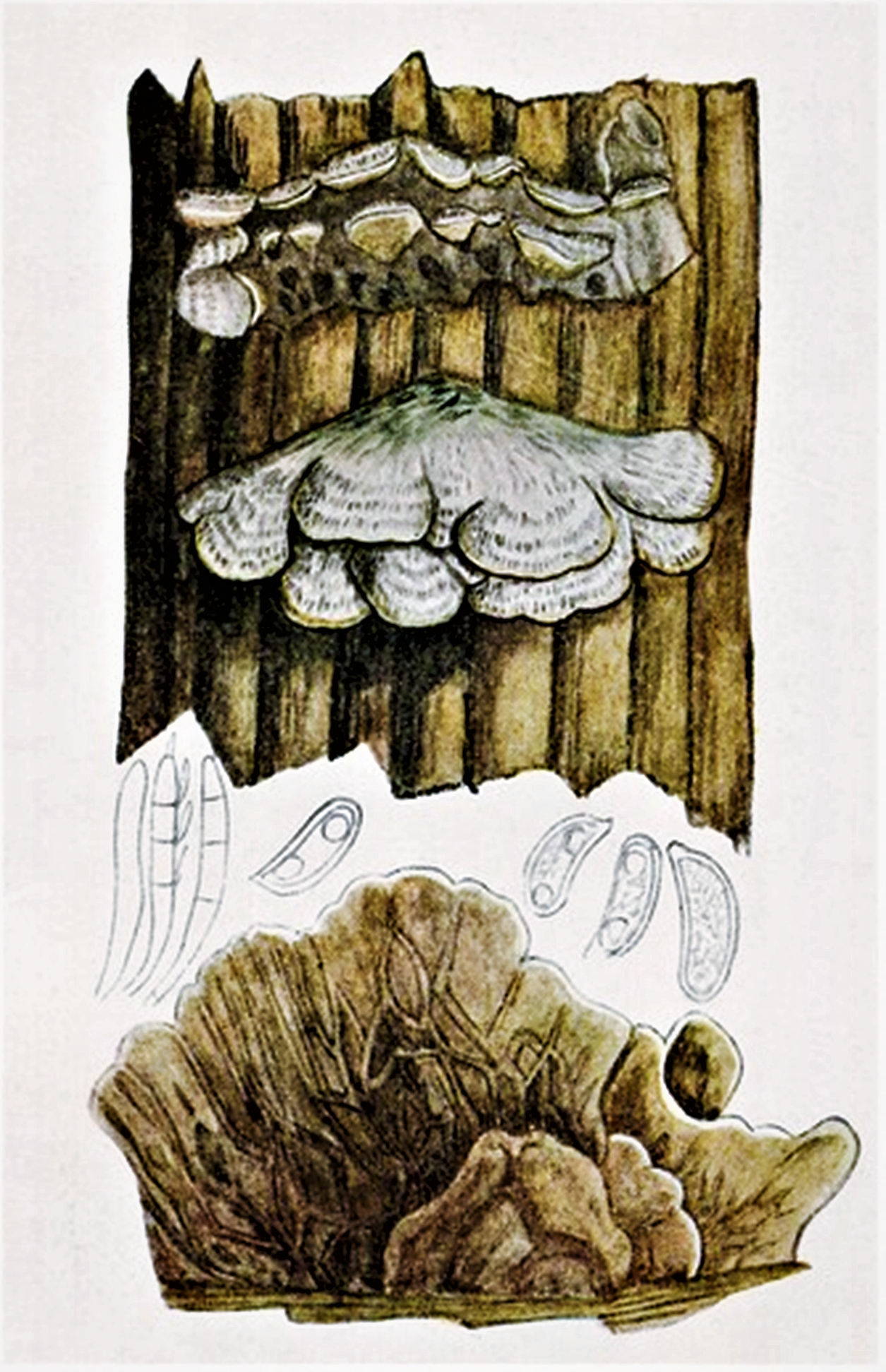
Bres.: A. mesenterica

- Corpul fructifer:  are un diametru de 3-12 cm și o grosime până la 0,5 cm. Partea superioară este pâslită, tinde de la gri până la maro, fiind zonată concentric în mod vizibil. Partea inferioară este gros gelatinoasă, cu marginea alb crestată precum ceva pieloasă fiind pliată radial în mod neregulat, ondulată și de culoarea chitului până la maro-cenușiu, în tinerețe deseori cu un aspect fraged albăstriu, în vârstă cu himen negru-albăstrui. Pălăriile sunt, nu rar, confluente și imbricate.
- Piciorul: lipsește adeseori, de altfel prezintă o tulpină foarte scurtă și zbârcită de aceiași culoare cu corpul fructifer.
- Carnea: are o textura elastică, la exemplare tinere gelatinoasă, în special pe partea inferioară, devenind la bătrânețe tare și insipidă. Dacă este umezită devine din nou moale, dar cu aspect nefrumos. În stare crudă nu are miros sau gust specific.
- Caracteristici microscopice: Sporii au un conținut granulos sunt neamilozi, hialini (translucizi), netezi, fusiformi precum ușor curbați și rotunjiți la capete, cu o mărime de 15-18 x 5-6 microni. Pulberea lor este albă.[5][6]

Multe referințe occidentale consideră ciuperca necomestibilă, posibil pentru faptul că este tare și insipidă la bătrânețe. În regiunile noastre (dar și în Asia) este considerată tânăr comestibilă.

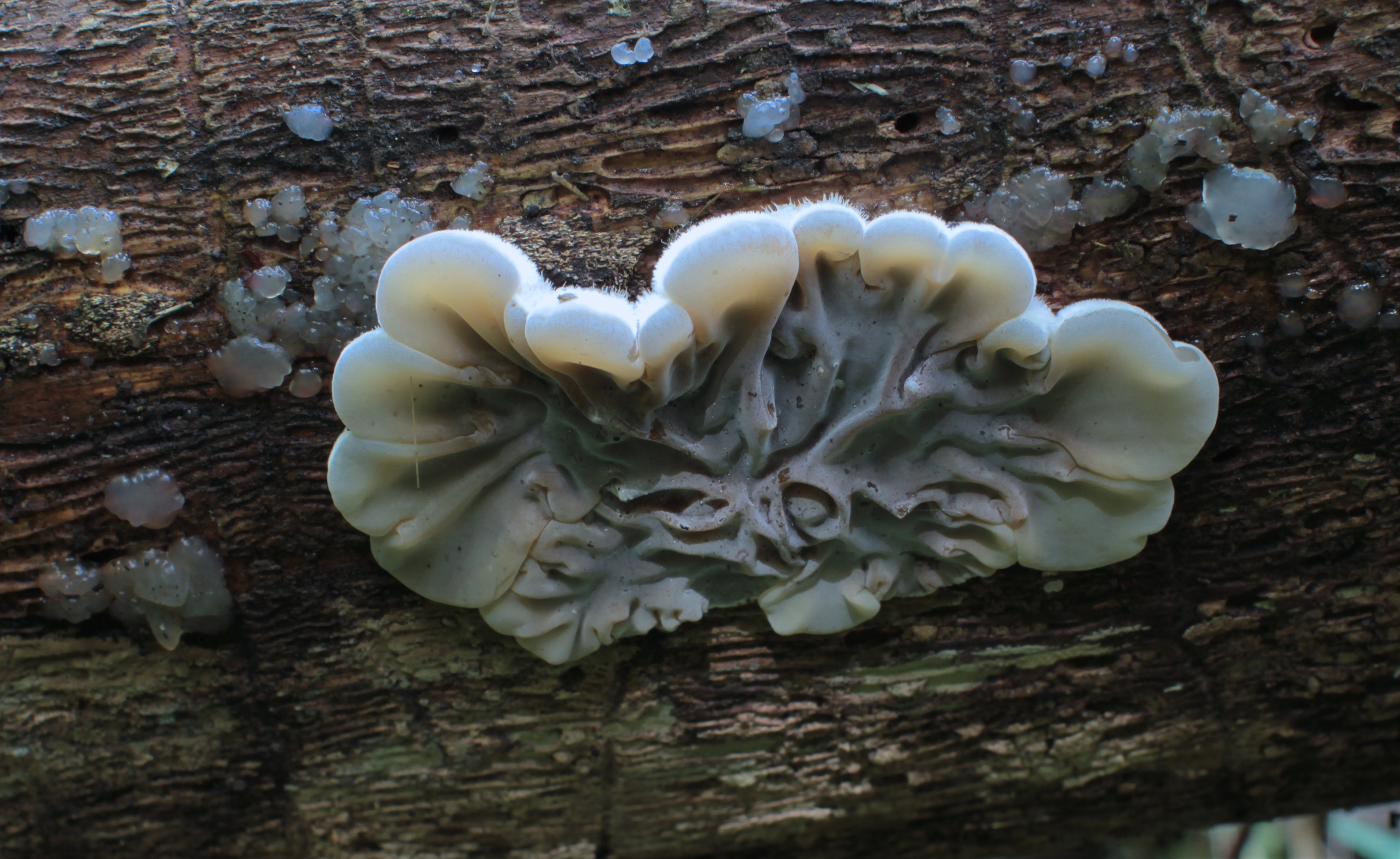
A. mesenterica dedesubt
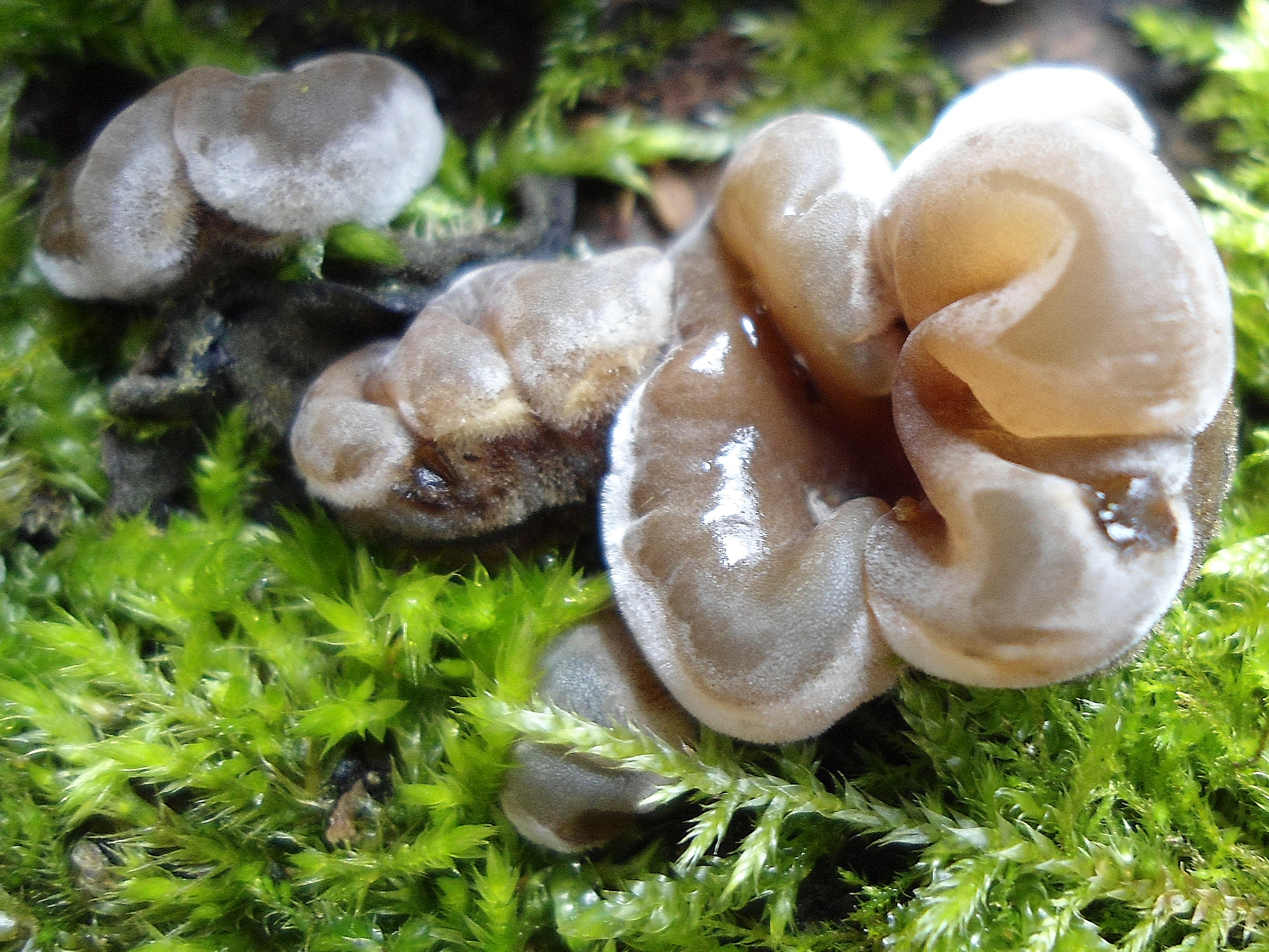
A. mesenterica în timp umed
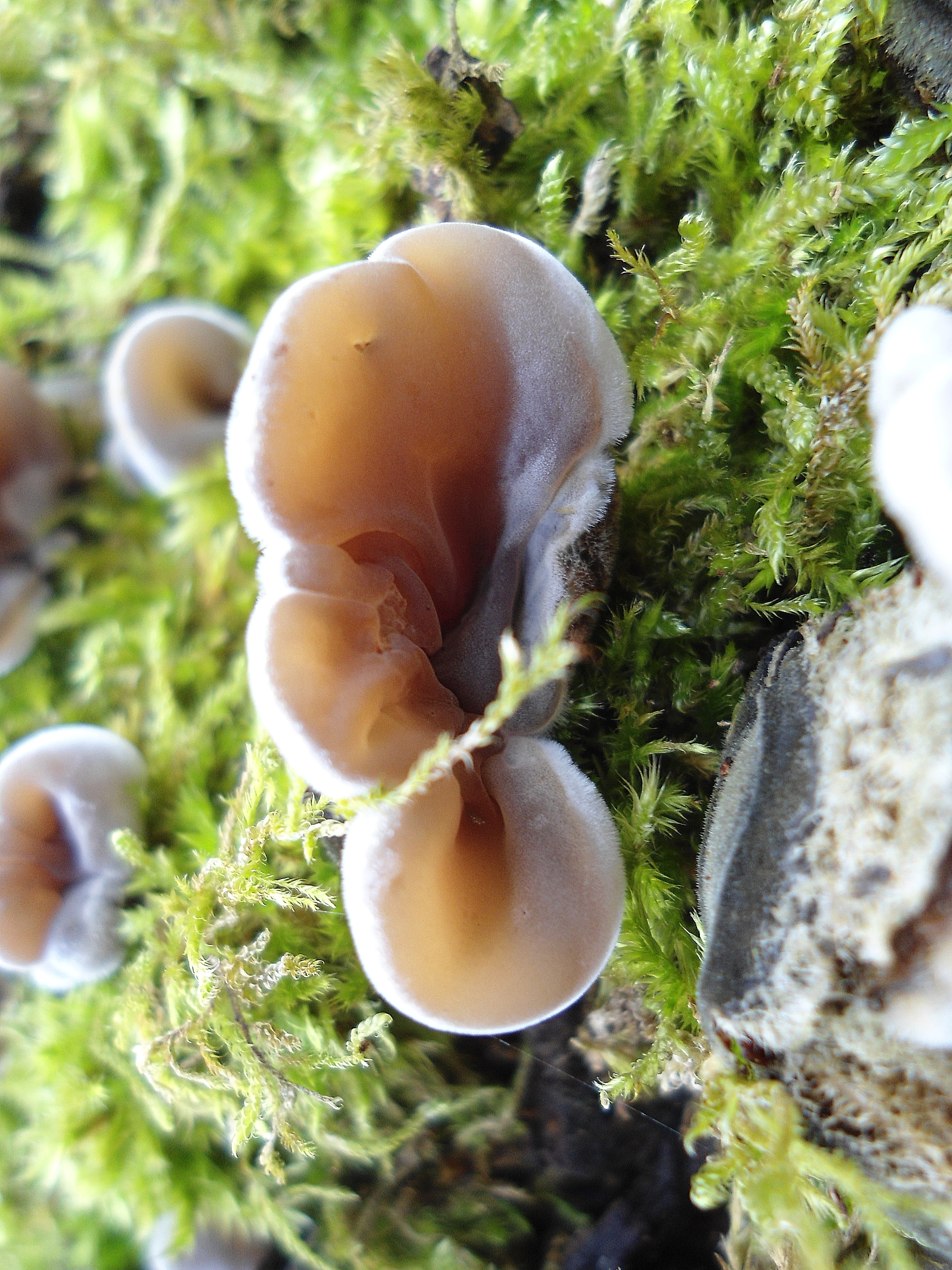
A. mesenterica tineri
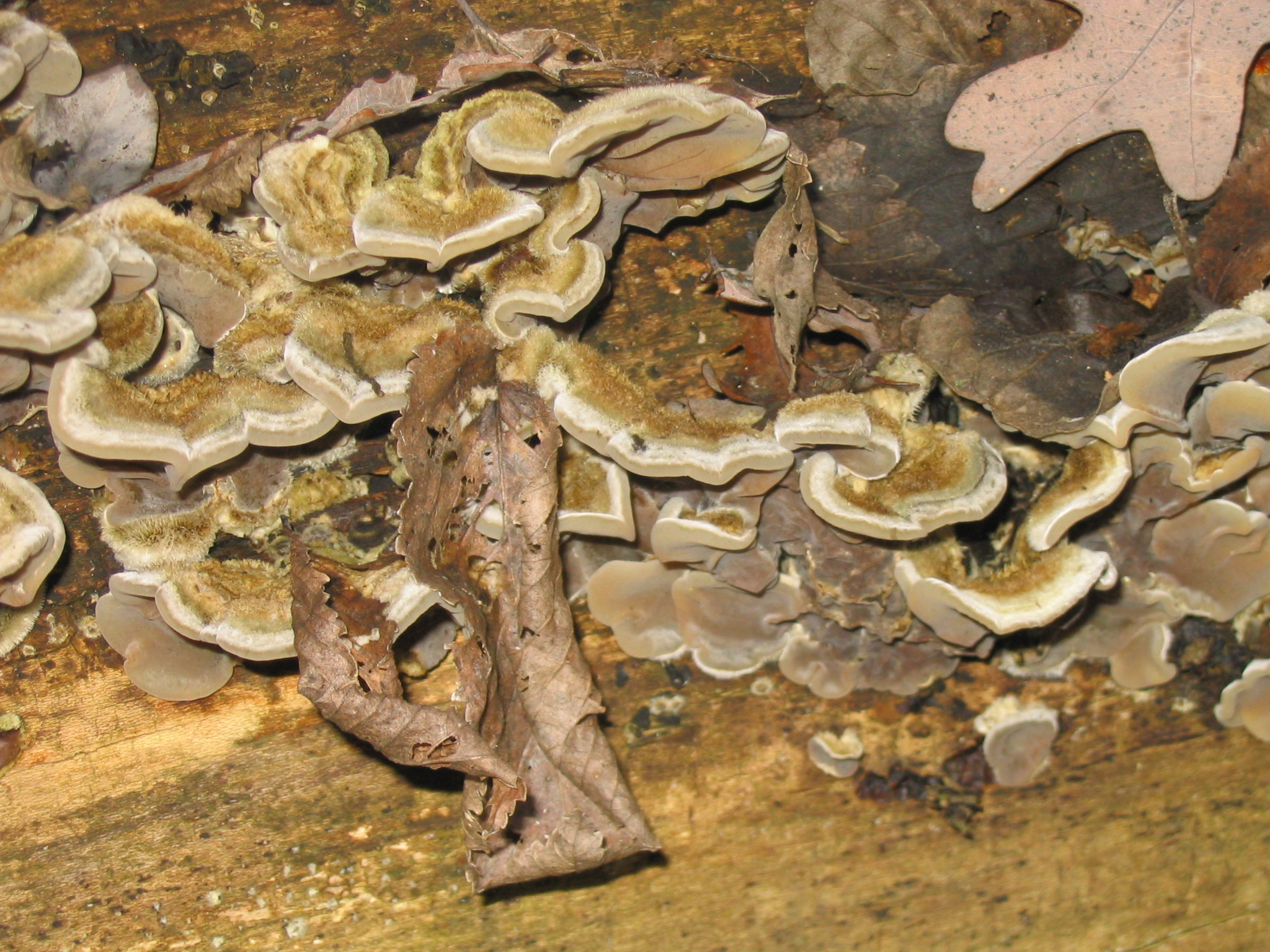
A. mesenterica bătrâni

## Confuzii
Drela poate fi confundată cu de exemplu cu următorii bureți: 
Chondrostereum purpureum sin. Stereum purpureum (necomestibil), Postia caesia sin. Spongiporus caesius (necomestibil), Stereum hirsutum sin. Telephora hirsuta (necomestibil), Trametes semicolor (necomestibil)  sau chiar și cu Tremella foliacea (comestibil) respectiv Auricularia auricula-judae (comestibil).

## Specii asemănătoare

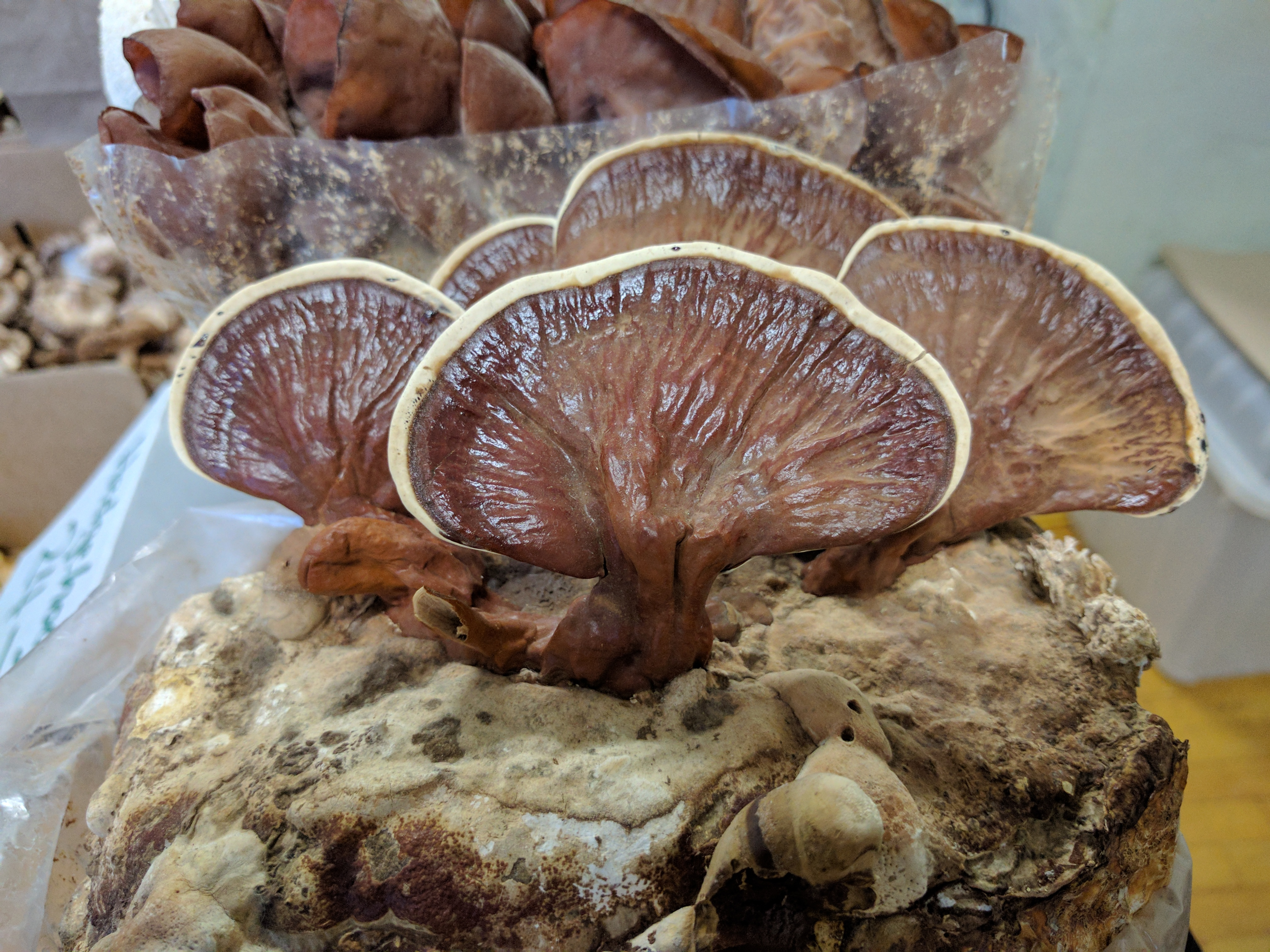
Auricularia auricula-judae
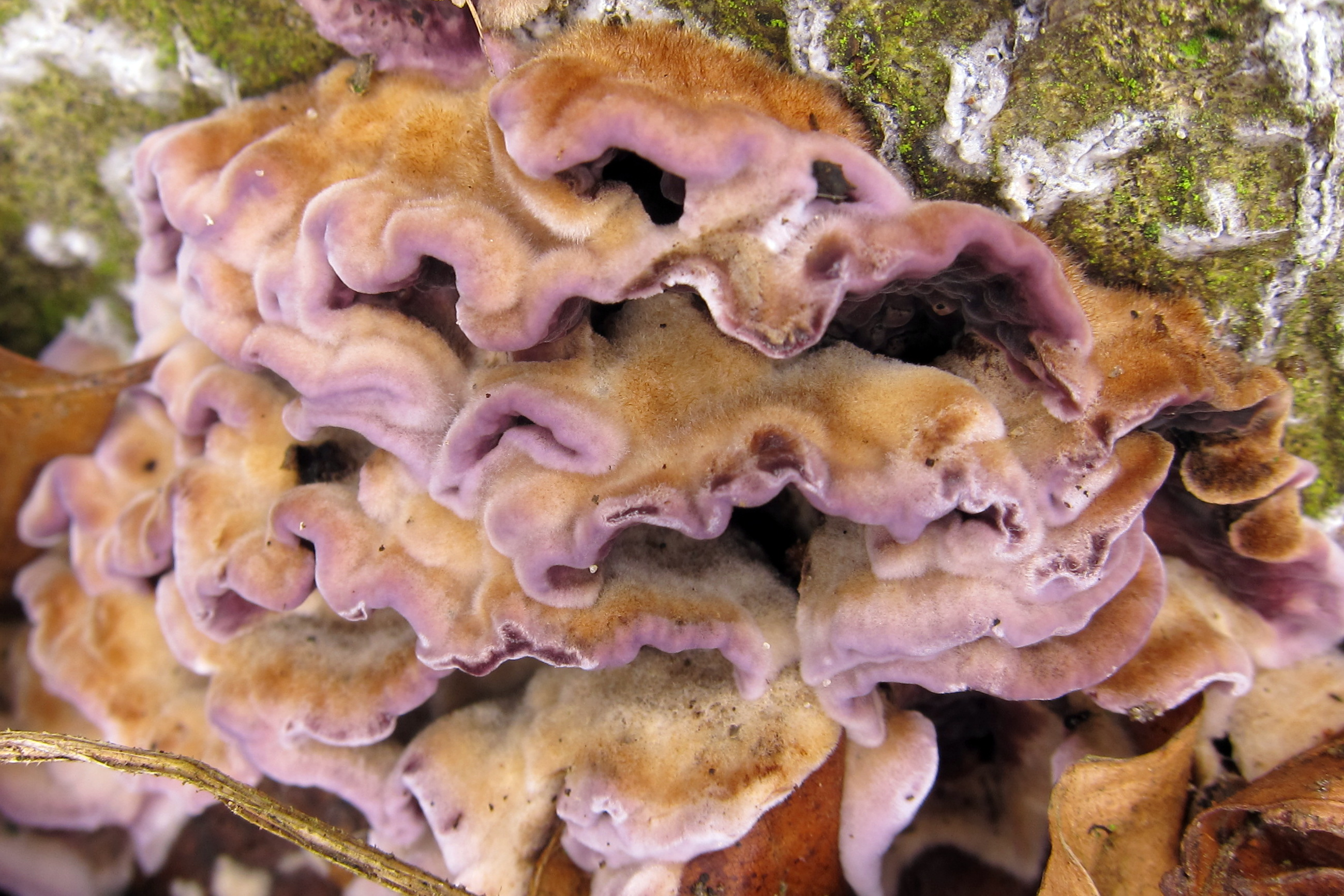
Chondrostereum purpureum
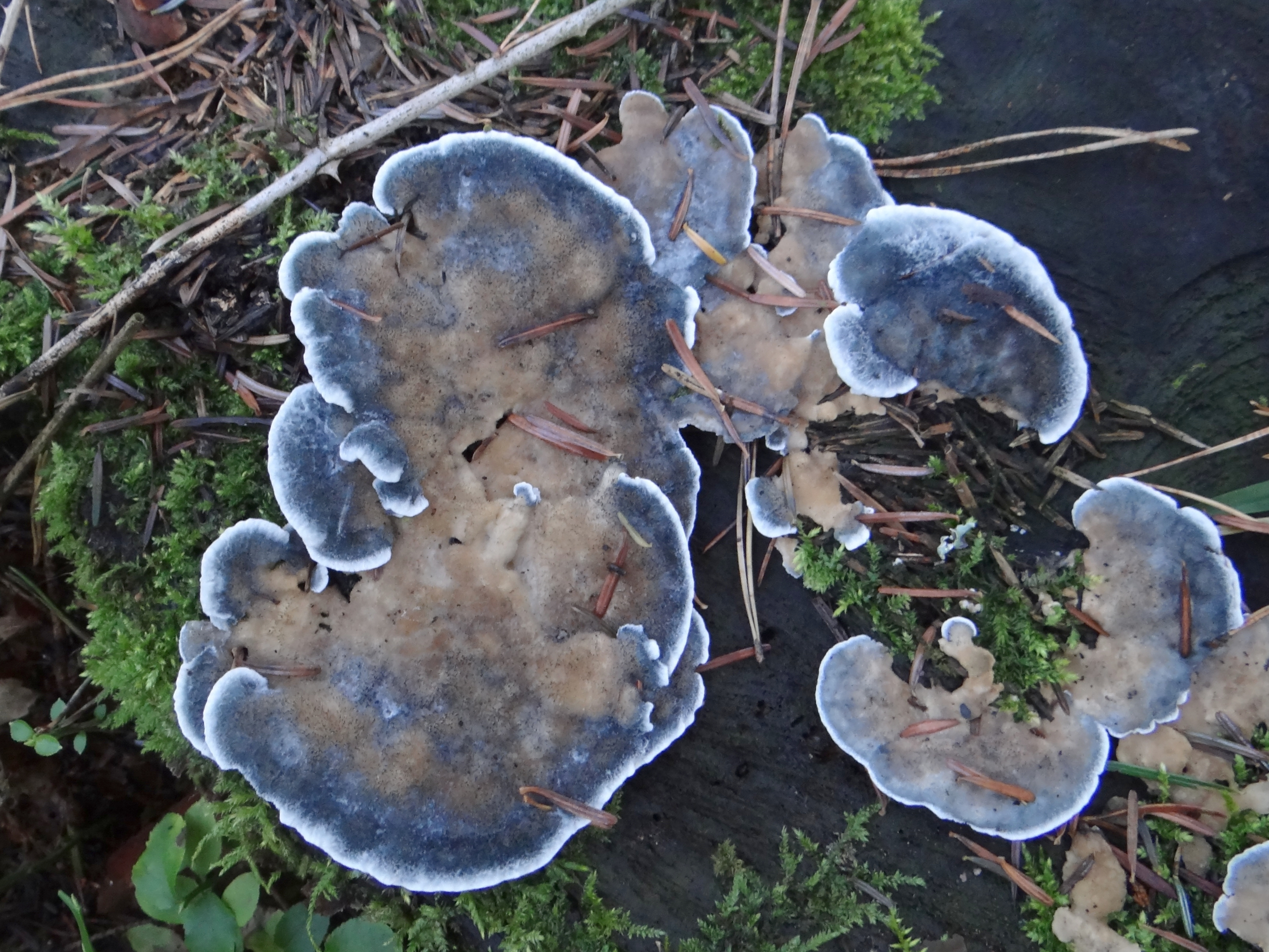
Postia caesia
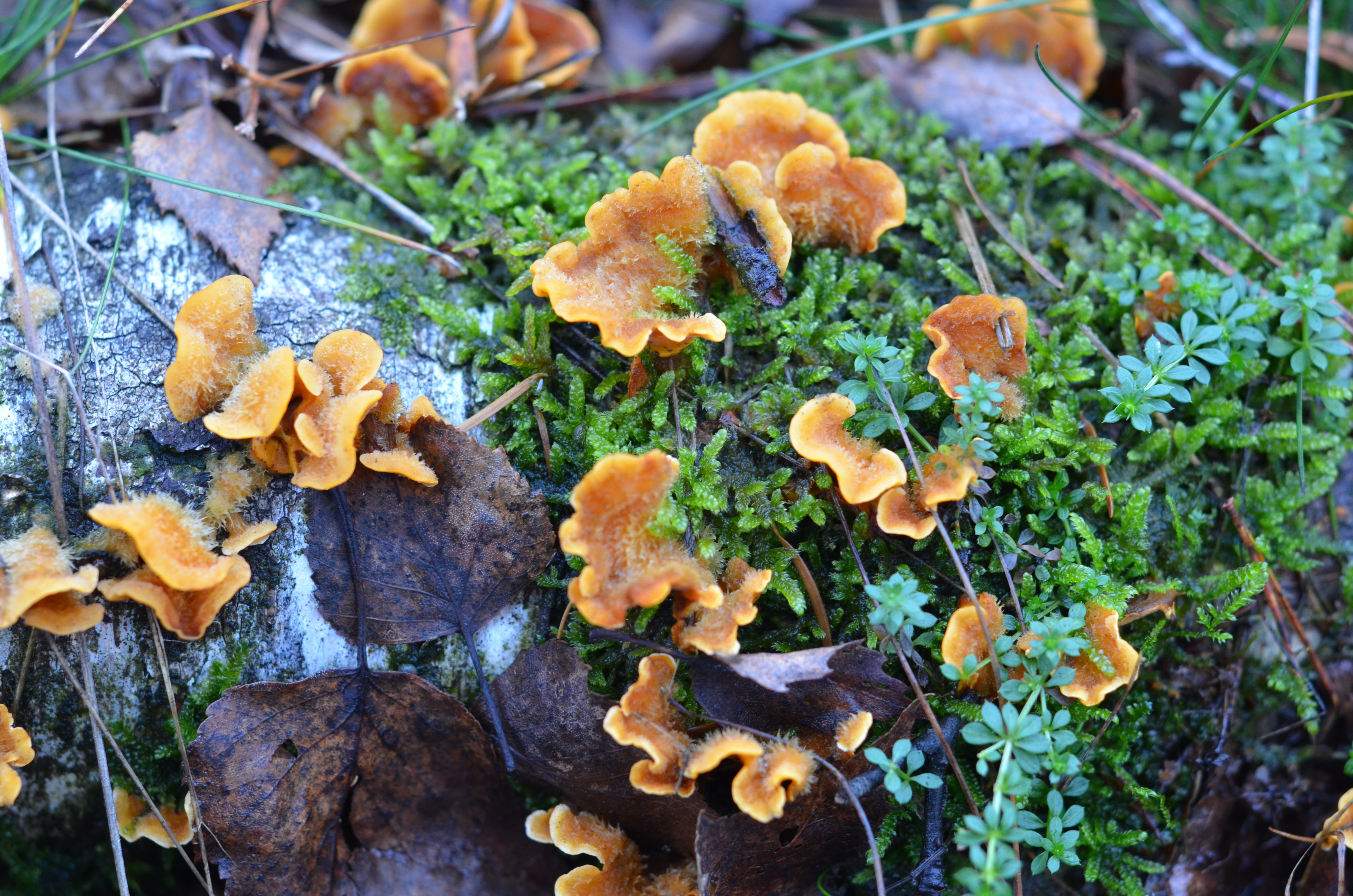
Stereum hirsutum
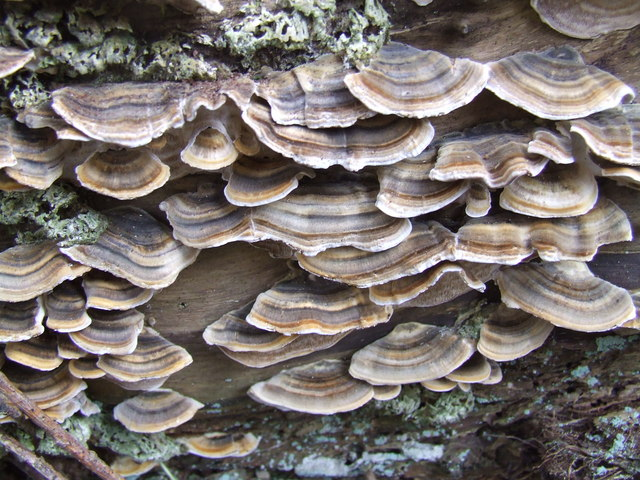
Trametes semicolor
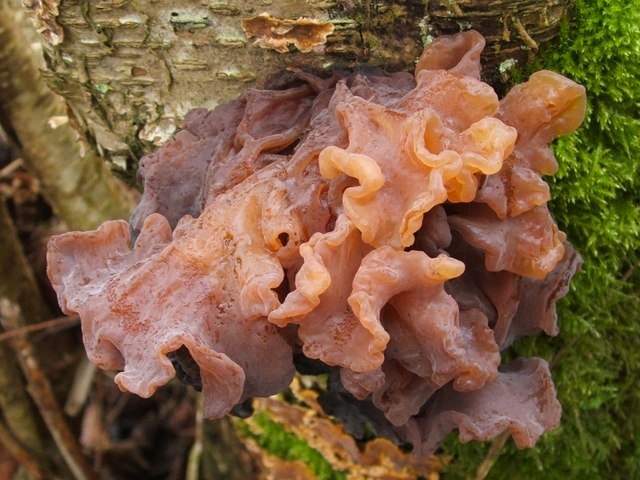
Tremella foliacea

## Valorificare
Bureții pot fi ingerați numai în stadiu tânăr. Deja la maturitate devin tari și necomestibili. În bucătărie pot fi folosiți ca urechea lui Iuda, dar neavând aceiași calitate. Consumul de drele înmuiate este neapărat de evitat, risc de intoxicație!
După S.G. Jong drelele fac parte din ciupercile medicinale din medicina populară tradițională chineză. Ele se indică terapeutic pentru întărirea sănătății și stimularea circuitul sanguin.
Pe haldele de steril și cenușă din jurul CET Rovinari și Turceni, au fost întâlnite mai frecvent cinci specii de ciuperci, între ele, pe  nuc, Auricularia  mesenterica. Analiza conținutului în metale grele și radionuclizi din solul de pe haldele de steril și cenușă, a evidențiat valori mari comparativ cu valorile înregistrate la control. Analiza valorilor existente în literatura de specialitate, relevă ca aceste ciuperci au capacitatea de a acumula în corpul lor diferite metale grele. Prezența lor în haldele menționate, confirmă utilizarea lor ca specii indicatoare privind conținutul înalt în metale grele și radionuclizi în sol.